# زولتان فابري
زولتان فابري (15 أكتوبر 1917-23 أغسطس 1994) مخرج وسيناريست مجري وواحد من أهم المخرجين المجريين. تم ترشيح أفلامه أولاد شارع بول (1969) والمجريون (1978)  لجائزة الأوسكار لأفضل فيلم بلغة أجنبية. وشارك فيلمه عام 1965 عشرون ساعة في سباق الجائزة الكبرى مع الحرب والسلام في مهرجان موسكو السينمائي الدولي الرابع. دخل فيلمه عائلة توث عام 1969 في مهرجان موسكو السينمائي الدولي السابع. ودخل فيلمه «141 دقيقة من الجملة غير المكتملة» عام 1975 في مهرجان موسكو السينمائي الدولي التاسع، حيث فاز بجائزة خاصة للإخراج.

## حياته ومهنته
أراد فابري أن يصبح فنانًا منذ سن مبكرة. درس الرسم وتخرج في الكلية المجرية للفنون الجميلة. وبدأ العمل في صناعة السينما المجرية عام 1950 كمصمم إنتاج. أخرج فيلمه الأول «فيهار» (العاصفة) في عام 1951. وأصبح مخرجًا ذائع الصيت عالميًا مع فيلمه الطويل الثالث «كورهينتا» في عام 1956. واستمر في الإخراج والكتابة حتى أوائل الثمانينيات. وبعد تقاعده من صناعة السينما، درس فابري في الجامعة المجرية للفنون المسرحية والسينمائية. وكان فابري أيضًا رئيسًا لاتحاد فناني الأفلام المجريين من 1959 إلى 1981.
يمكن وصف أسلوب فابري في صناعة الأفلام بشكل أساسي بأنه «كلاسيكي»، باستخدام الأساليب الأكاديمية في صناعة الأفلام الفنية. وكانت له أعظم التأثيرات، ولقد جرب تقنيات السرد والفلاش باك لفترة من الوقت في الستينيات (في أفلامه Nappali sötétség و Húsz óra) وفيلمه Az ötödik pecsét عام 1976 ويحتوي على بعض المشاهد السريالية للغاية، لكنه بشكل عام لم يستخدم أبدًا سلوكيات الفيلم الحداثي في أعماله. لهذا السبب، فإن كادار يفضل النظام فابري على الإدارة أكثر إثارة للجدل والتجريبية مثلميكلوس يانكسو. حاز الفيلم على الجائزة الذهبية في مهرجان موسكو السينمائي الدولي العاشر، ودخل في مهرجان برلين السينمائي الدولي السابع والعشرين. وفي مهرجان موسكو السينمائي الدولي الحادي عشر عام 1979، حصل على الجائزة الشرفية لمساهمته في السينما.
أنتج فابري جميع أفلامه تقريبًا بناءً على المواد الأدبية (الروايات أو القصص القصيرة) وكتب السيناريو بنفسه. وكان موضوعه الثابت هو مسألة الإنسانية. وتدور أحداث العديد من أفلامه في أو حول الحرب العالمية الثانية. كانت الممثلة ماري توريتشيك والمصور السينمائي جيورجي إيليس من المتعاونين معه بشكل متكرر. توفي فابري بنوبة قلبية عن عمر يناهز 76 عامًا في عام 1994.

## فيلموغرافيا
| عنوان                                  | عام  | العنوان الدولي                 |
| -------------------------------------- | ---- | ------------------------------ |
| مادي فتى الإوزة                        | 1950 |                                |
| ديرين                                  | 1951 |                                |
| فيهار                                  | 1951 | عاصفة                          |
| ايركيل                                 | 1952 |                                |
| Életjel                                | 1954 | أربعة عشر حياة                 |
| داندين جيورجي، avagy a megcsúfolt férj | 1955 |                                |
| كورهينتا                               | 1956 | مرح الذهاب جولة                |
| هانيبال تنار أور                       | 1956 | استاذ حنبعل                    |
| بولوند أبريل                           | 1957 | غيوم الصيف                     |
| إدس آنا                                | 1958 | آنا الحلوة                     |
| دوفاد                                  | 1961 | الوحشي                         |
| Két félidő a pokolban                  | 1962 | الهدف الأخير                   |
| Nappali sötétség                       | 1963 | الظلام في النهار               |
| Vízivárosi nyár                        | 1964 | الصيف الصعب (مسلسل تلفزيوني)   |
| Húsz Ora                               | 1965 | عشرين ساعة                     |
| tószezon                               | 1966 | أواخر الموسم                   |
| A Pál-utcai fiúk                       | 1969 | أولاد شارع بول                 |
| Isten hozta ، őrnagy úr!               | 1969 | عائلة توث                      |
| تاني                                   | 1969 | الشاهد                         |
| Hangyayaboly                           | 1971 | النمل هيل                      |
| Plusz-mínusz مصر قيلولة                | 1973 | زائد ناقص يوم واحد             |
| 141 في المئة من قبل قبل mondatból      | 1975 | 141 دقيقة من الحكم غير المكتمل |
| Az ötödik pecsét                       | 1976 | الختم الخامس                   |
| ماجياروك                               | 1978 | المجريون                       |
| فابيان بالينت találkozása Istennel     | 1980 | بالنت فبيان يلتقي بالله        |
| قداس                                   | 1981 |                                |
| Gyertek el a névnapomra                | 1983 | حفلة الإنتقال                  |

## روابط خارجية
زولتان فابري على imdb